# Maison de Barbot
 (février 2022).
Pour les articles homonymes, voir Barbot.
La Maison de Barbot est une maison noble française de la région d'Angoumois. Son origine se trouve dans la seigneurie de Brousse accordée par lettres patentes par le roi de France François Ier au milieu du XVIe siècle à Léonard de Barbot, éditeur du Cabinet d'Hozier.
Le père de Léonard, également nommé, avait émigré du Saint-Empire romain germanique à la fin du XVe siècle, bien que l'origine de la maison se trouve dans Guillaume de Barbot, un chevalier templier de Bretagne né en l'an 1080, qui a participé à la Première Croisade.

## Histoire
Les enfants de Denis de Barbot, dernière seigneur de Brousse dans la famille, ont divisée la Maison en trois branches majeures et d'autres branches mineures. Le seigneur de La Trésorière a créé la branche de la Trésorière, le seigneur d'Hauteclaire la branche d'Hauteclaire, et le seigneur de Beaupuy la branche de Beaupuy.
Dans la branche de la Trésorière il y a la branche mineure de Peudry, créée pour le seigneur de Peudry, et dans la branche de d'Hauteclaire il y a la branche de la Buzinie et la branche de Chément, établies pour les seigneurs de La Buzinie et de Chément respectivement. 
Actuellement, plus personne ne maintient le nom de famille par la lignée masculine ; on peut donc dire que la Maison est éteinte. 

## Principales personnalités

### Branche aînée de Barbot
- Guillaume de Barbot (1080-?), chevalier de l'Ordre des Pauvres Chevaliers du Christ et du Temple de Salomon.
- Léonard de Barbot (1511-?), seigneur de Brousse, rédacteur du Cabinet de Hozier.

### Branche de La Trésorière
- Jean Barbot de la Trésorière (1727-?), seigneur de Beaulieu, chevalier de l'Ordre Royal et Militaire de Saint Louis, colonel de l'Armée de Condé, capitaine du Régiment de Montmorin.
- Marc Barbot de la Trésorière (1775-?), chef d'escadron, explorateur, membre volontaire du bataillon expéditionnaire en Egypte et la Russie tsariste.
- Marc Barbot de la Trésorière (1738-1818), écuyer, chevalier de l'Ordre Royal et Militaire de Saint Louis, commandant supérieur de la Garde Nationale de Rochefort, colonel du Régiment d'Aquitaine, lieutenant du Régiment de Montmorin, président du Collège électoral de Rochefort.
- André Barbot de la Trésorière (1792-?), espion, écrivain et généalogiste de renom, garde royal de la Duchesse de Berry.
- Marguerite de Chambes, comtesse de Montsoreau.
- Philippe Barbot de la Trésorière, vicomte de La Trésorière, chevalier de l'Ordre Royal et Militaire de Saint Louis, commandant du Régiment d'infanterie de Rourge, héros de la bataille de Fribourg.

#### Branche de Peudry
- Antoine Barbot de Peudry (1764-1827), seigneur de Peudry et Champrose, chevalier de l'Ordre Impérial de la Légion d'Honneur, officier d'infanterie.
- Herménégilde de Boisdin, baronne de Boisdin.

### Barbot d'Hauteclaire

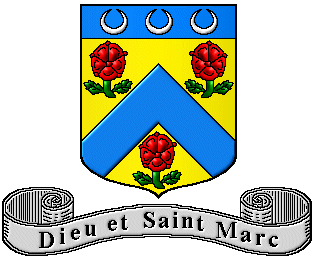
Armoiries de la branche d'Hauteclaire.

- Jean Barbot d'Hauteclaire (1708-?), seigneur d'Hauteclaire et de La Tourette, chevalier de la Garde Royale du roi Louis XV de France et Chevalier de l'Ordre Royal et Militaire de Saint Louis.

- Jules Louis Barbot d'Hauteclaire (1810-?), consul de la Troisième République à Porto Rico et Haïti. Il est également appelé « Julio Barbot » dans Porto Rico  enregistrements à l'époque où il était propriétaire d'esclaves
- Frédéric Verninac de Saint-Maur (1842-1887), chevalier de l'Ordre Impérial de la Légion d'Honneur et lieutenant-colonel d'infanterie de la Marine.
- Albert Barbot d'Hauteclaire (1819-1884), maire de Massignac.

#### Branche de La Buzinie
- Germain Barbot de la Buzinie (?-1876), docteur en médecine de renom.
- Alice Terrasson de Montleau, marquise de Montleau.
- Marie Elizabeth Terrasson de Montleau, comtesse de Montleau.

#### Branche de Chément
- François Louis Pierre Barbot de Chément (1783-?), seigneur de Chément, maire de Garat.
- Pierre Louis Barbot de Chément (?-1888), chevalier de l'Ordre Impérial de la Légion d'Honneur, chef d'escadron d'artillerie.

### Branche de Beaupuy

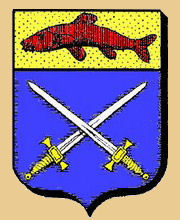
Armoiries de la branche de Beaupuy.

- Pierre Barbot de Beaupuy (?-1774), Capitoul de Toulouse, avocat au Parlement de Toulouse, conseiller au sénéchal de Toulouse et lieutenant privé.
- Marie-Étienne Barbot de Beaupuy (1770-1839), vicomte de Barbot, baron de Barbot, général d'infanterie, commandeur de l'Ordre Royal et Militaire de Saint Louis, commandeur de l'Ordre Impérial de la Légion d'Honneur, Garde Royale de la Duchesse d'Angoulême.
- Josephine Adèle Antoinette Carrère de Loubére (1796-?), comtesse de Carrère.
- Marie Elizabeth de Foix-Fabas (1832-?), comtesse de Foix-Fabas.
- Marguerite Barbot de Beaupuy (née de Carayon-Latour), "la Vicomtesse Veuve", vicomtesse et baronne de Barbot, héritière du Banque Carayon, philanthrope.
- Théophile Barbot de Beaupuy (1798-1870), poète, magistrat, procureur du roi et mainteneur de l'Académie de Jeux Floraux de Toulouse.
- Sophie Laparre de Saint-Sernin, comtesse de Laparre de Saint-Sernin.
- Adalbert Barbot de Beaupuy, chevalier de l'Ordre Impérial de la Légion d'Honneur, officier de chevalerie, héros du siège de Sébastopol.
- Guy Barbot de Beaupuy (1921-1997), baron de Barbot, colonel de cavalerie, diplomate, peintre, officier de l'Ordre Impérial de la Légion d'Honneur, Croix de guerre (Seconde Guerre Mondiale), Croix de guerre des Théâtres d'opérations extérieures, Médaille de la Résistance. Héros de la Résistance pendant la Second Guerre Mondiale.
- Marie Genevieve Barbot de Beaupuy (née de Ganay), baronne de Barbot, docteur en psychologie.
- Audoin Barbot de Beaupuy (décédé en 1976), socialité, amant pendant les années 1970 de la princesse Soraya, cousin de Emmanuelle de Dampierre Ruspoli.
- Léopold Barbot de Beaupuy (1885-1966), vicomte de Barbot, commissaire de la Marine Française.
- Henri Barbot de Beaupuy, baron de Barbot, officier de cavalerie, Croix de Guerre (Première Guerre Mondiale).
- Françoise Barbot de Beaupuy (née Grach), vicomtesse de Barbot, bienfaitrice du Musée du Quai Branly-Jacques Chirac de Paris.